# NGC 1699
NGC 1699 est une galaxie spirale située dans la constellation de l'Éridan. NGC 1699 a été découverte par l'artiste irlandais Samuel Hunter en 1860.

## Caractéristiques
Sa vitesse par rapport au fond diffus cosmologique est de 3 916 ± 45 km/s, ce qui correspond à une distance de Hubble de 57,8 ± 4,1 Mpc (∼189 millions d'al).
À ce jour, une dizaine de mesures non basées sur le décalage vers le rouge (redshift) donnent une distance de 55,780 ± 10,248 Mpc (∼182 millions d'al), ce qui est à l'intérieur des valeurs de la distance de Hubble.
La classe de luminosité de NGC 1699 est II et elle présente une large raie HI.

## Supernova
La supernova SN 2001ep a été découverte dans NGC 1699 le 28 mars 2001 par D. Hutchings et W. D. Li de l'université de Californie à Berkeley dans le cadre du programme LOTOSS de l'observatoire Lick. Cette supernova était de type Ia.